# Wien Kledering
Wien Kledering egy vasúti teherpályaudvar Ausztriában, Bécs közelében.

## Vasútvonalak
Az állomást az alábbi vasútvonalak érintik:
- Ostbahn

## Kapcsolódó állomások
A vasútállomáshoz az alábbi állomások vannak a legközelebb:
- Wien Grillgasse
- Kledering railway station

## Képek

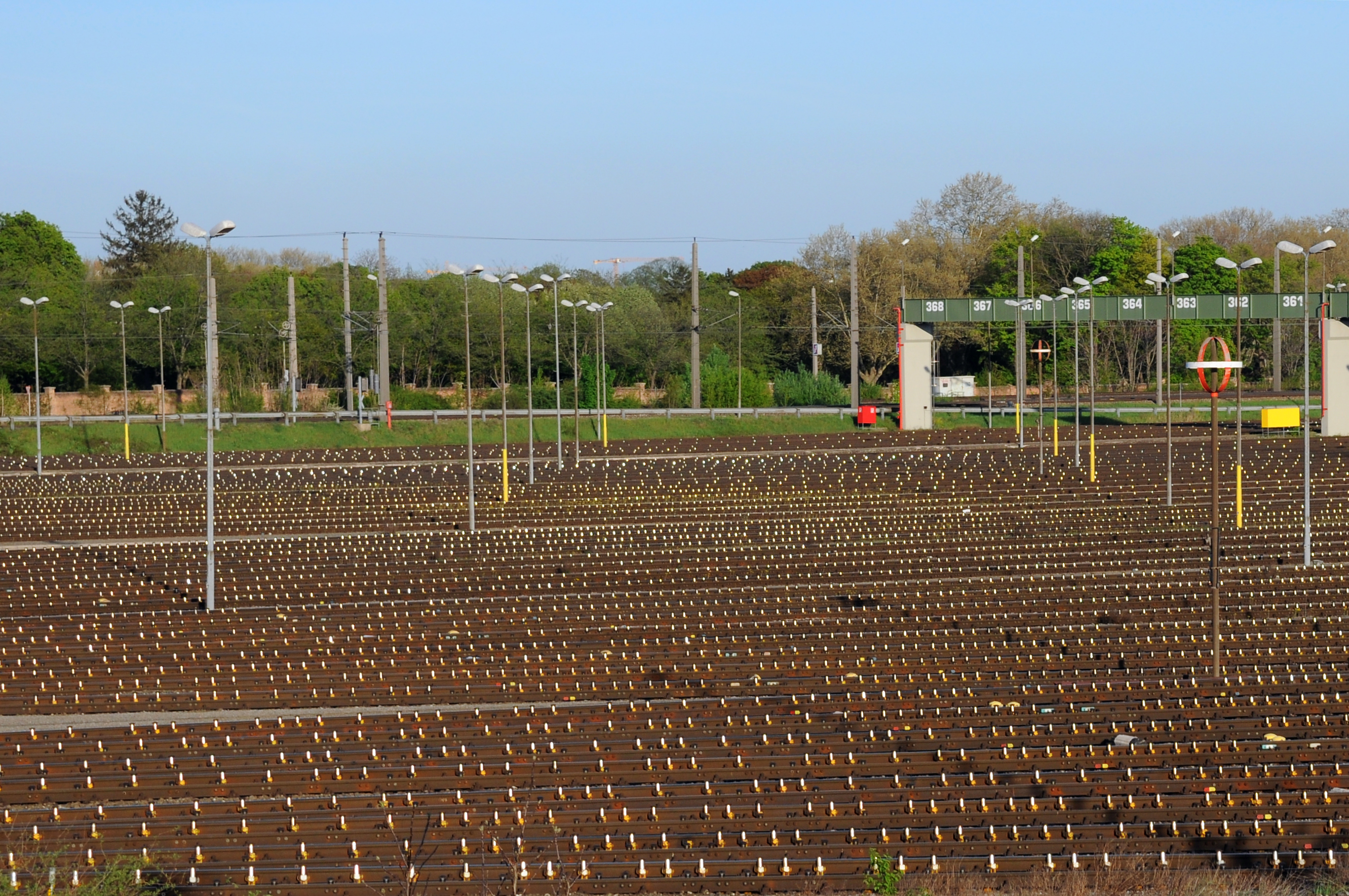
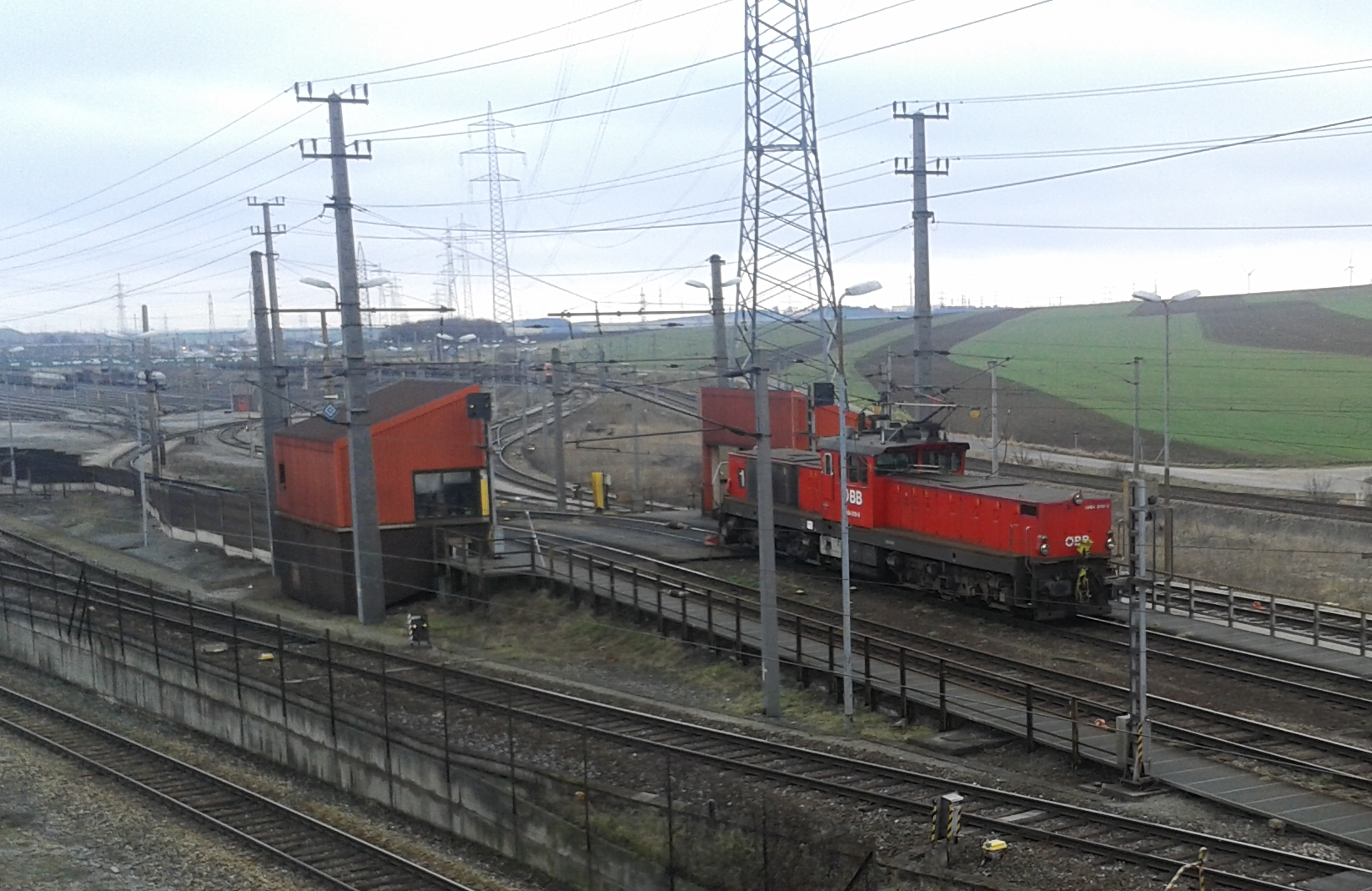
Az egyik gurítódomb
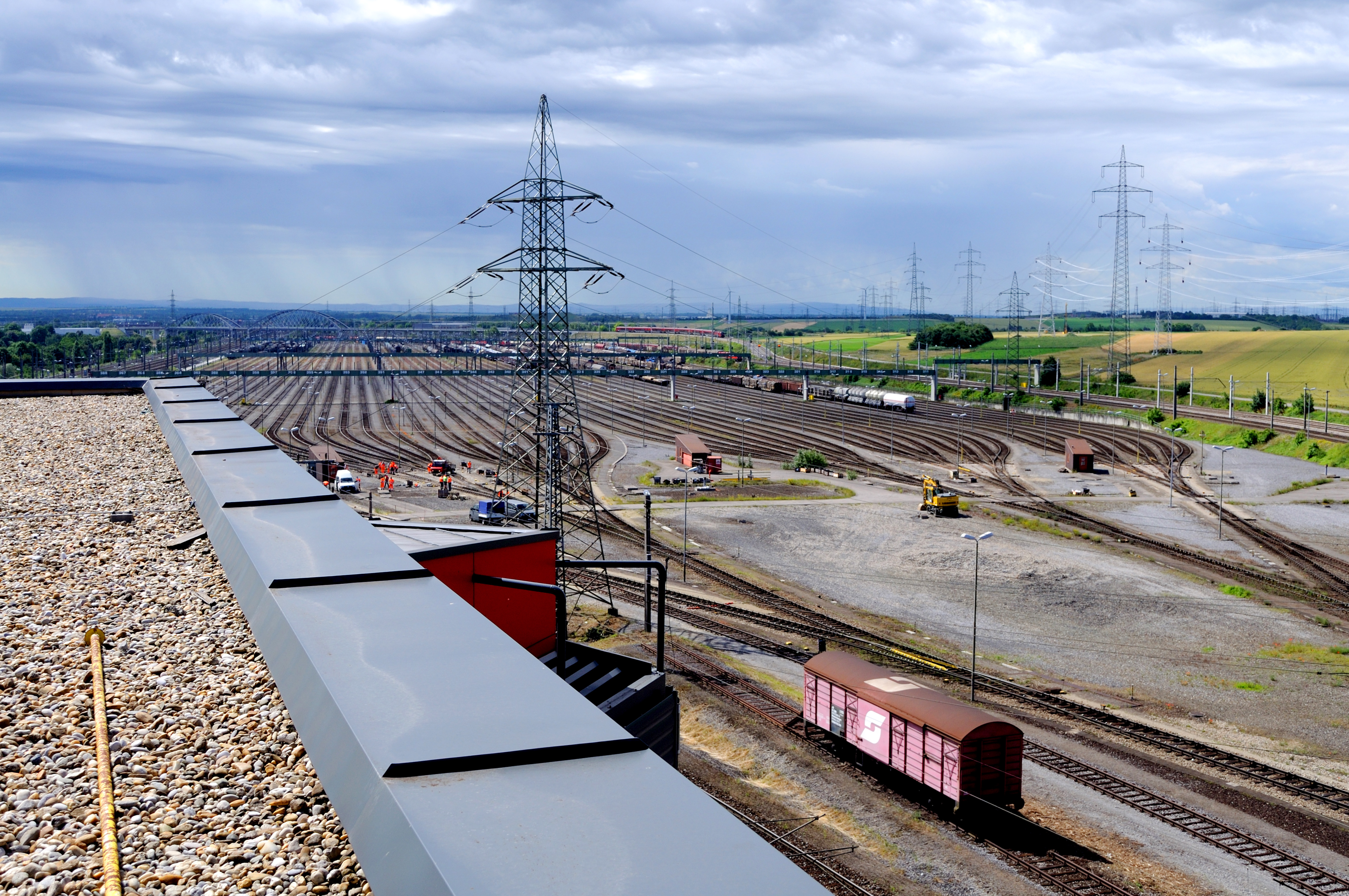
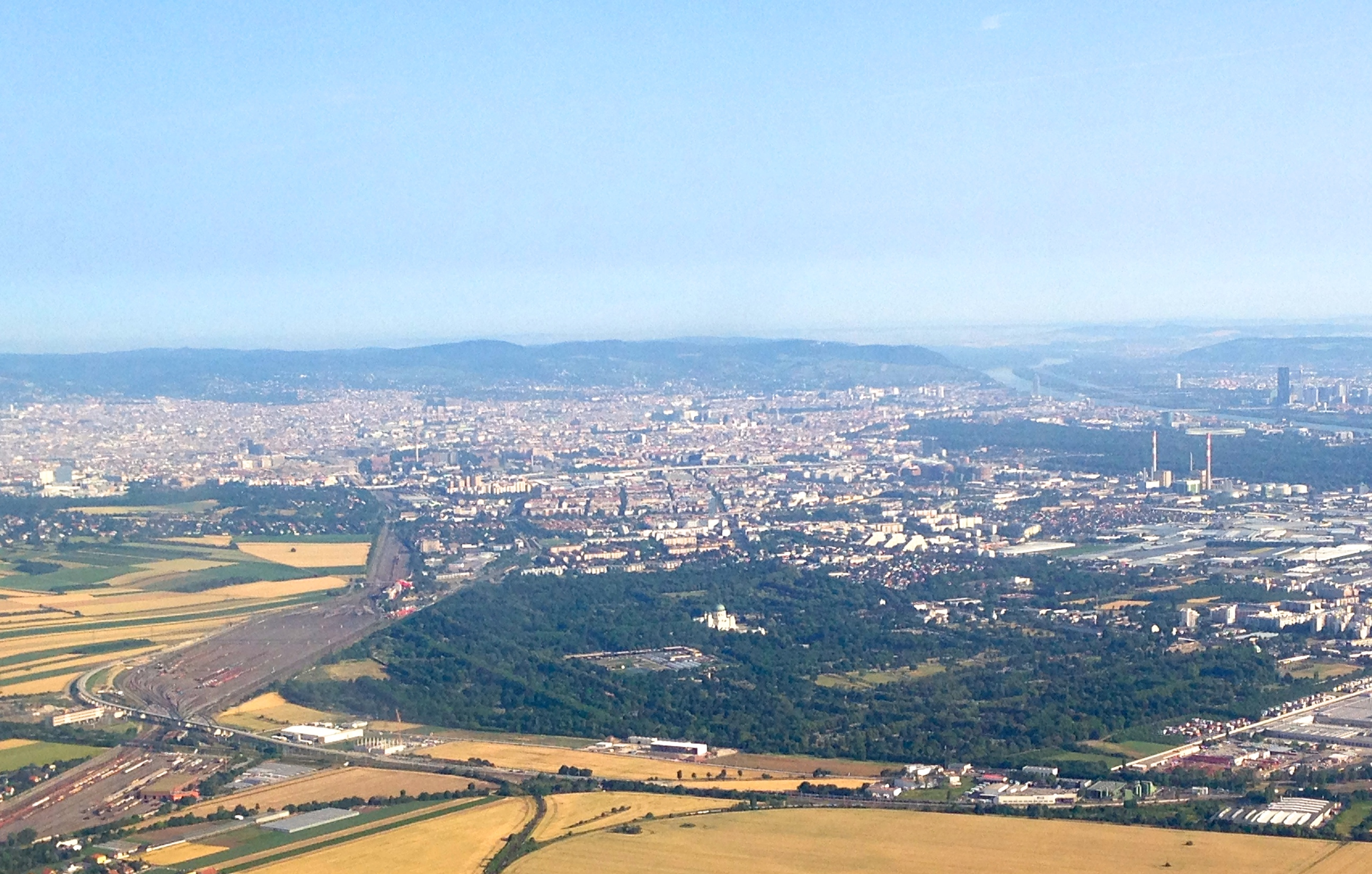
A pályaudvar a levegőből
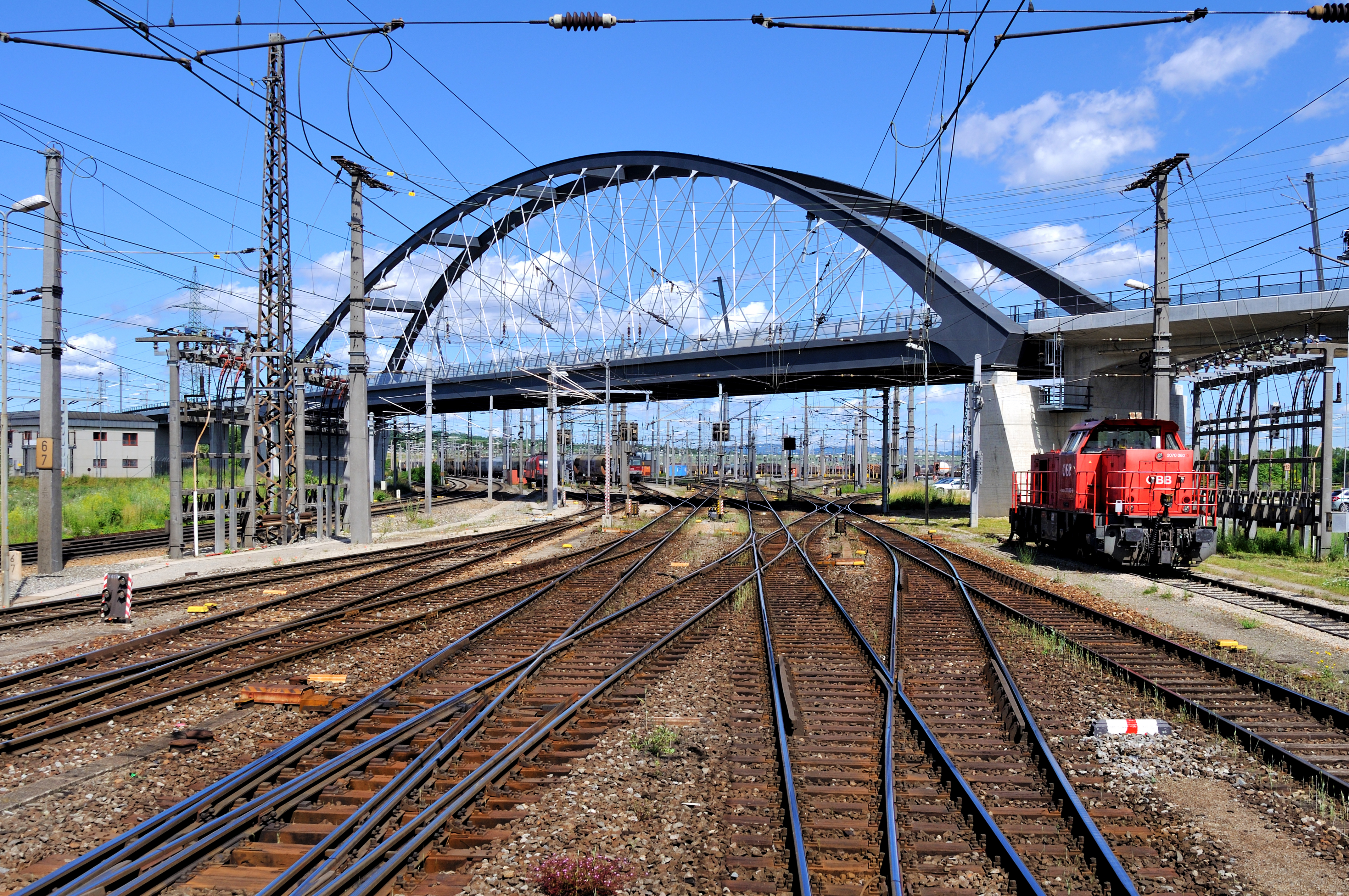
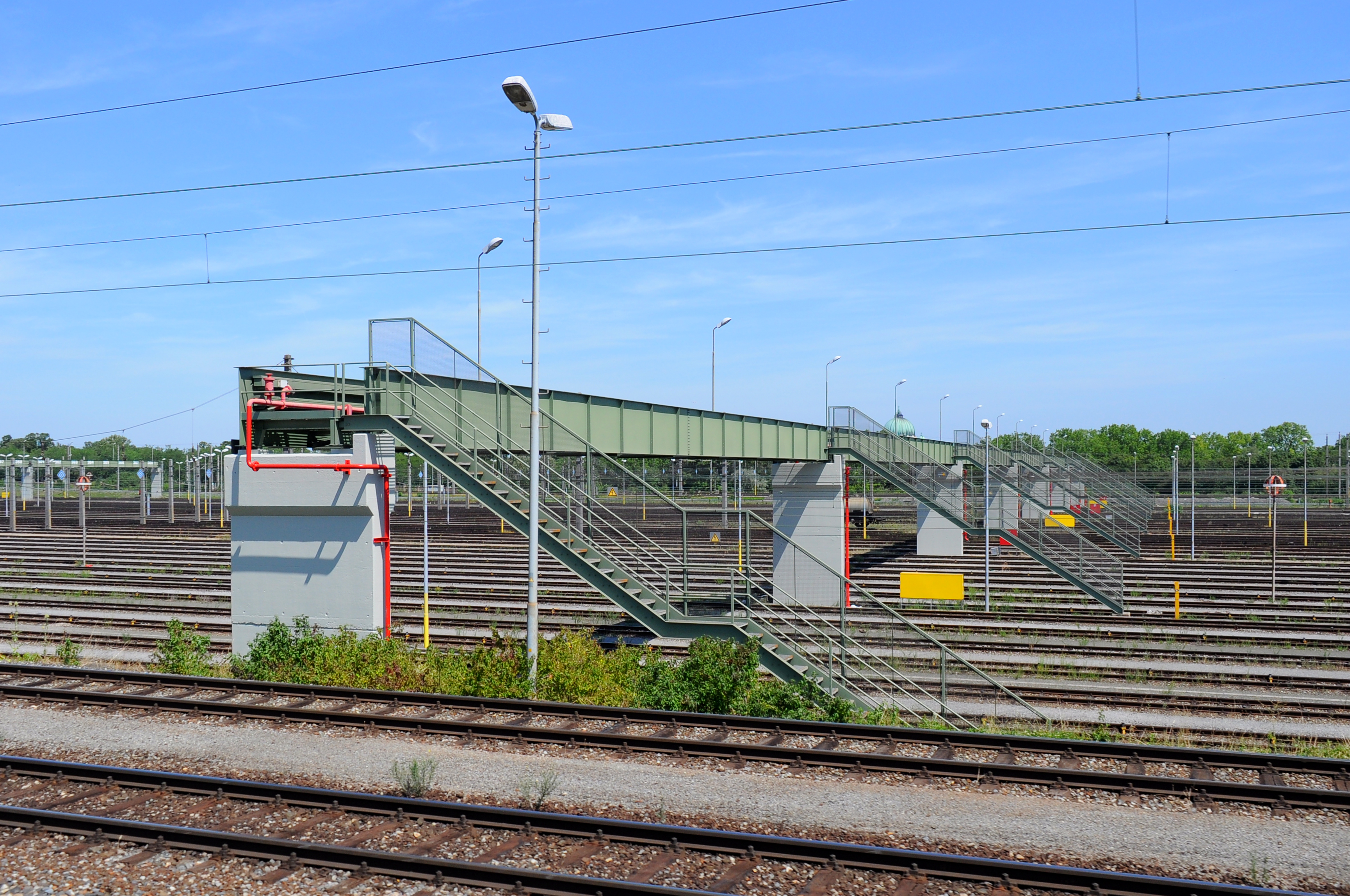
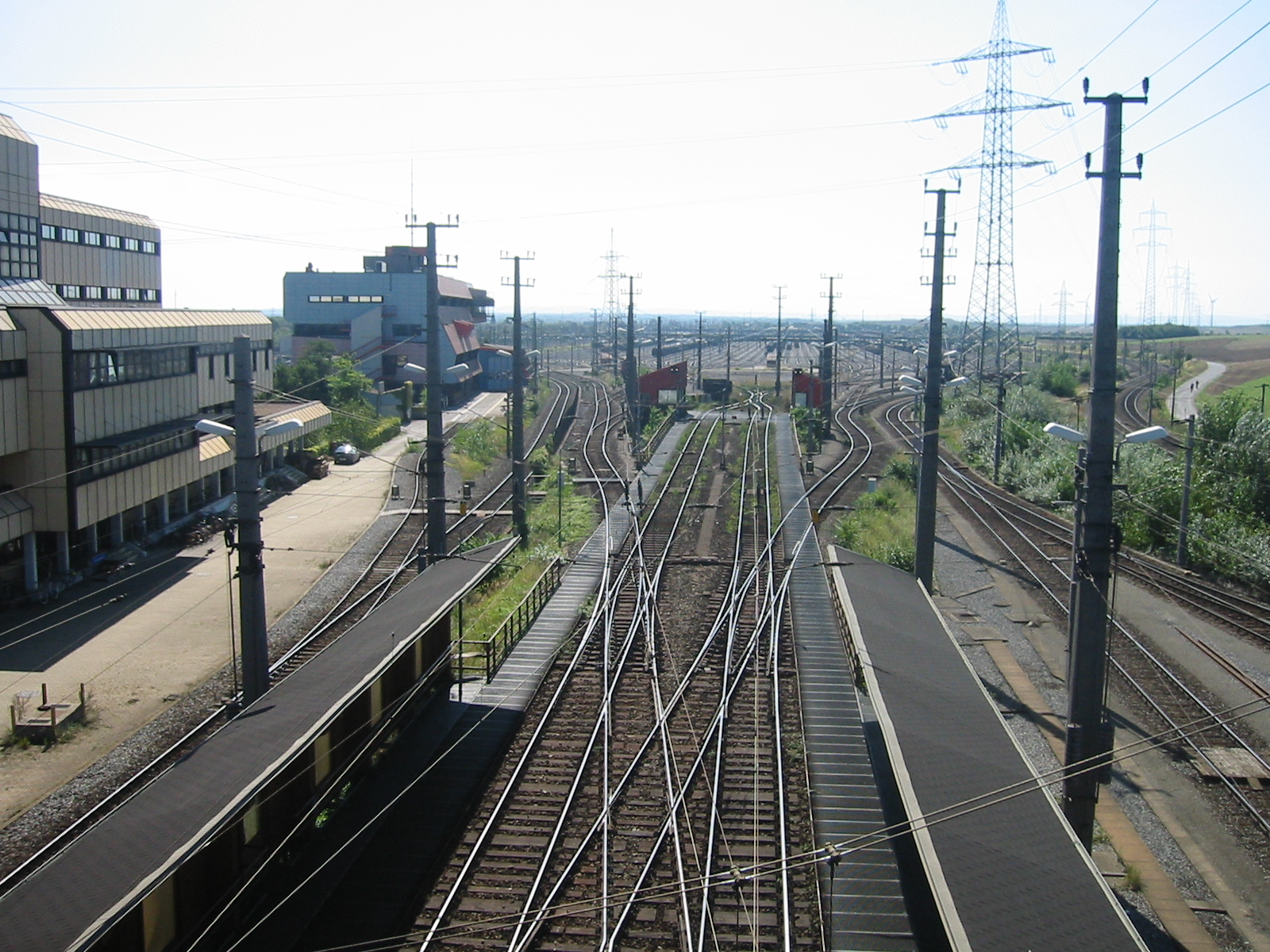
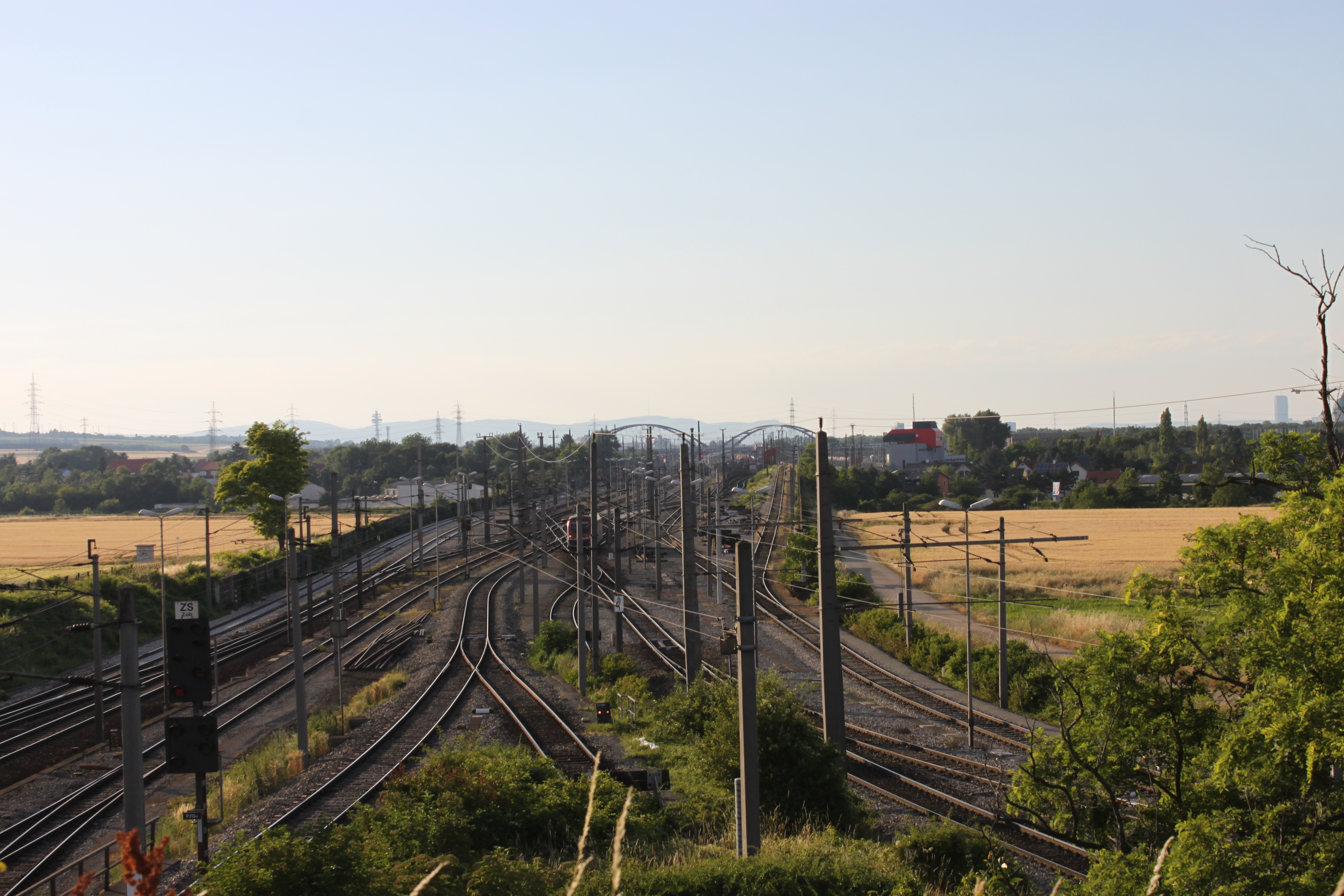

- Gurítás